# Записано у бескрају
Записано у бескрају: настанак књиге у античком свету (енгл. El infinito en un junco) је књига о историји књига ауторке Ирене Ваљехо (енгл. Irene Vallejo) (1979), објављена 2019. године. Српско издање књиге објављено је 2021. године у издању "Лагуне" из Београда у преводу Драгане Бајић.

## О аутору
Ирене Ваљехо је рођена 1979. године у Сарагоси. Студије је завршила на Универзитету у Сарагоси, докторат у области класичних класичних филолошких наука у Универзитету у Фиренци. Тренутно објављује колумне у многим познатим шпанским часописима. До сада је објавила неколико романа и неколико збирки есеја.

## О књизи
Записано у бескрају је књига о историји књига. Књига може да се посматра и као путопис јер је ауторка пратила пут књиге: на бојиштима Александра Великог, у граду папируса, у Клеопатриним палатама, на бојишту злочина над Хипатијом, "посетила" прве познате књижаре и радионице за преписивање, ломаче на којима су горели забрањени кодекси, обилазити подземне лавиринте у Оксфорду 2000. године.
Књига је и прича о хиљадама јунака који су током историје штитили књигу и чинили је могућом: усмени приповедачи, писари, илуминатори, преводиоци, путујући продавци, учитељице, мудраци, уходе, побуњеници, калуђерице, робови, пустоловке, као и обични људи чија имена историја није забележила. О свим тим спасиоцима књига који представљају праве јунаке.

## Награде и признања
Записано у бескрају се нашла на врховима многих топ-листа и преведена је на преко двадесет језика. Књига је добила пет значајних награда.
Награде које је књига добила су: Nacional de Ensayo, El Ojo Crítico de narrativa, Búho al mejor libro.